# المندرة قبلي
قرية المندرة قبلي هي إحدى القرى التابعة لمركز منفلوط في محافظة أسيوط في جمهورية مصر العربية. حسب إحصاءات سنة 2006، بلغ إجمالي السكان في المندرة قبلي 9042 نسمة، منهم 4648 رجل و4394 امرأة.